# Fibroadenoom
Een fibroadenoom is een (in principe goedaardige) tumor van bindweefsel- en kliercellen. Ze komen vaak voor in de borstklier.
Het wordt gedefinieerd als abnormale proliferatie van fibrotisch weefsel. Het komt vaak voor bij jonge vrouwen (pre-menopausaal). Wanneer het zich bij onderzoek horizontaal presenteert is het meestal benigne. Wanneer het zich presenteert wordt er (bijna) nooit iets aan gedaan.